# Podborze (województwo małopolskie)
Podborze – wieś w Polsce położona w województwie małopolskim, w powiecie dąbrowskim, w gminie Olesno.
W latach 1975–1998 miejscowość położona była w województwie tarnowskim.

## Części wsi
| SIMC    | Nazwa       | Rodzaj    |
| ------- | ----------- | --------- |
| 0825539 | Piekło      | część wsi |
| 0825545 | Podlesie    | część wsi |
| 0825551 | Zakrzypopie | część wsi |

## Zabytki
Obiekty wpisane do rejestru zabytków nieruchomych województwa małopolskiego:
- Zespół dworski z przełomu XVIII/XIX w.:
  - dwór,
  - oficyna,
  - park z alejami dojazdowymi,
  - brama wjazdowa z ogrodzeniem,
  - fortyfikacje ziemne „wały szwedzkie”.